# Bitva u Beneventa (1266)
Bitva u Beneventa se udála v jižní Itálii mezi vojsky Manfréda Sicilského a Karla z Anjou. Manfréd v bitvě zahynul a již předtím papežem Klementem korunovaný Karel se ujal sicilského království.

## Předehra
Moc a síla Štaufů se začala hroutit již za vlády Fridricha II. Po jeho smrti roku 1250 se trůnu ujal jeho syn Konrád IV. Štaufský, který však již roku 1254 zemřel. Po něm na toto místo nastoupil Fridrichův levoboček Manfréd Sicilský, zásluhou podpory Arabů z Lucery získal na svou stranu i jihoitalská města. Rezignoval na korunu římského krále a svou moc upevňoval na Sicílii. Poté se stal vůdcem stoupenců císařství v severní Itálii a hrozilo, že svými državami obklopí papežský stát.
Tehdejší papež Klement IV. byl nucen se obrátit na někoho, kdo by byl schopen Manfréda svrhnout. Tím se stal Karel z Anjou, mladší bratr francouzského krále Ludvíka IX., účastník sedmé křížové výpravy. Roku 1264 mu papež nabídl sicilskou korunu s tím, že mu kurie udělí království v léno a nový panovník se na oplátku nebude snažit získat nadvládu nad celou Itálií.
| „               | ...Karel Anjouský dostal od papeže nabídku, aby se stal králem Obojí Sicílie, a to v mylné naději, že Karel bude stejně dobrý král jako Ludvík. | “ |
| — André Maurois | |   |

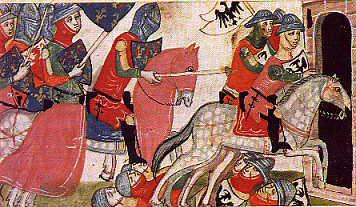
Výjev bitvy v Nuova Cronica

Ludvík IX. bratra v rozhodnutí získat sicilské království diplomaticky podpořil, ale nepůjčil mu ani peníze, ani vojáky. Karel měl v severní Itálii spojence v podobě florentských a sienských bankéřů.
Roku 1265 Karel vyplul z Marseille, přežil bouřlivou plavbu a podařilo se mu dosáhnout Říma, kde čekal, podporován Římany, na svou armádu. Vojáky na cestě přes podzimní Alpy doprovázela Karlova manželka, hraběnka Beatrix Provensálská. Dne 6. ledna 1266 byli manželé korunováni v katedrále svatého Petra.

## Bitva

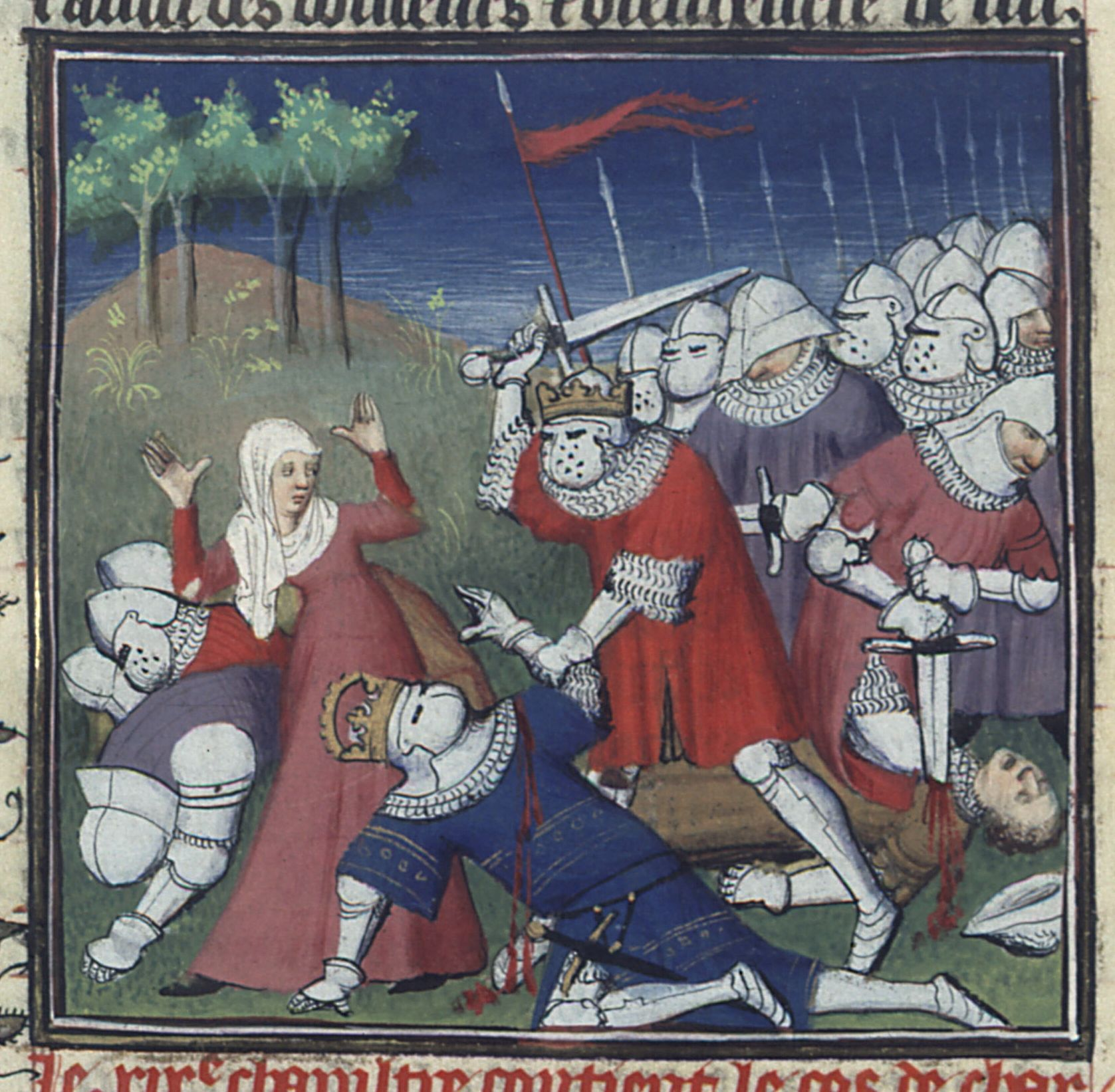
Smrt krále Manfréda Sicilského

U Capui, kde byli účastníci výpravy ohromeni impozantní městskou branou, se Karel pokusil zničit Manfrédovy zásobovací linie a poté uhnul směrem na jih na Benevento. Manfréd opustil město a setrval za řekou Calore, v jeho vojsku bylo zhruba 300 lehkých saracenských jezdců ve třech skupinách a více pěchoty. Vpředu se nalézali lukostřelci. Karlova těžká jízda se skládalo asi ze 3000-5000 mužů, jenž rozdělil do tří oddílů. Za řekou Calore se odehrála rozhodující bitva, ve které Manfréd padl a jeho vojska prohrála. Královo tělo bylo nalezeno dva dny po bitvě, byl pohřben u paty mostu a jeho synové skončili v celoživotním vězení vítězného Karla z Anjou.